# Vinhais
Vinhais (vi'ɲaiʃ) è un comune portoghese di 10 646 abitanti situato nel distretto di Braganza.

## Società

### Evoluzione demografica
| Popolazione di Vinhais (1801 – 2004) | Popolazione di Vinhais (1801 – 2004) | Popolazione di Vinhais (1801 – 2004) | Popolazione di Vinhais (1801 – 2004) | Popolazione di Vinhais (1801 – 2004) | Popolazione di Vinhais (1801 – 2004) | Popolazione di Vinhais (1801 – 2004) | Popolazione di Vinhais (1801 – 2004) | Popolazione di Vinhais (1801 – 2004) |
| ------------------------------------ | ------------------------------------ | ------------------------------------ | ------------------------------------ | ------------------------------------ | ------------------------------------ | ------------------------------------ | ------------------------------------ | ------------------------------------ |
| 1801                                 | 1849                                 | 1900                                 | 1930                                 | 1960                                 | 1981                                 | 1991                                 | 2001                                 | 2004                                 |
| 6084                                 | 10697                                | 19842                                | 19525                                | 26577                                | 16142                                | 12727                                | 10646                                | 10051                                |

## Freguesias
| - Agrochão - Alvaredos - Candedo - Celas - Curopos - Edral - Edrosa - Ervedosa - Fresulfe - Mofreita - Moimenta - Montouto - Nunes - Ousilhão - Paçó - Penhas Juntas - Pinheiro Novo - Quirás | - Rebordelo - Santa Cruz - Santalha - São Jumil - Sobreiró de Baixo - Soeira - Travanca - Tuizelo - Vale das Fontes - Vale de Janeiro - Vila Boa de Ousilhão - Vila Verde - Vilar de Lomba - Vilar de Ossos - Vilar de Peregrinos - Vilar Seco de Lomba - Vinhais |